# Симулякры и симуляция
«Симулякры и симуляция» (фр. Simulacres et Simulation) — философский трактат Жана Бодрийяра, написанный в 1981 году. В этом трактате Бодрийяр исследует взаимосвязи между реальностью, символами и обществом, обобщая предыдущие свои теоретические разработки. Работа состоит из 18 глав, каждая из которых могла бы представлять собой независимое произведение.
Эпиграфом к работе служит фраза:
Симулякр — это вовсе не то, что скрывает собой истину, — это истина, скрывающая, что её нет.
Симулякр есть истина.Экклезиаст
 хотя на самом деле в Книге Экклезиаста таких слов нет.
В начале своей работы Бодрийяр прибегает к специфической метафоре, используя сюжет рассказа «О строгой науке» Хорхе Луиса Борхеса. Великая Империя создала точную, крайне детализированную карту, размерами равную самой Империи. Карта расширялась или разрушалась в зависимости от того, завоёвывала или теряла территории Империя. Когда Империя распалась, всё, что от неё осталось — это карта. В интерпретации Бодрийяра всё происходит наоборот: карта, в которой живут люди, симуляция реальности, где граждане Империи проводят свою жизнь в уверенности, что их место в репрезентации верно и детально зафиксировано картографами, — это реальность, которая рассыпается за ненадобностью.
По Бодрийяру, эпоха постмодернизма — эпоха тотальной симуляции. В ситуации постмодернистского общества, когда реальность превращается в модель, противопоставление между действительностью и знаками стирается, всё превращается в симулякр — копию, изображающую что-то, либо вовсе не имевшее оригинала в реальности, либо со временем его утратившее.
Бодрийяр утверждает, что современное общество заместило реальность и смысл символами и знаками, и весь человеческий опыт — это симуляция реальности. Более того, эти симулякры не только не являются отражениями реальности, они даже не обманчивые отражения. Они не основываются на реальности и не прячут её, они скрывают тот факт, что ничто из существующей реальности больше не релевантно нашему текущему пониманию действительности. Симулякры, о которых говорит Бодрийяр, — это значение и символизм культуры и медиа, которые конструируют воспринимаемую реальность, благодаря которой понимание общего существования становится более определённым. Бодрийяр верит, что общество стало настолько насыщено этими симулякрами, а наша жизнь — настолько насыщена навязанными обществом конструкциями, что всякий смысл оказался незначительным и бесконечно изменяющимся. Бодрийяр назвал этот феномен «прецессией симулякров». Говоря о «прецессии симуляции», он скорее имеет в виду способ, благодаря которому симулякр предваряет реальность. Ссылаясь на рассказ Борхеса, он утверждает, что в современном обществе копия занимает место оригинала точно так же, как географическая карта предваряет территорию Империи.
Он выделяет 4 фазы развития образа:
1. образ — доброкачественное изображение, копия, которой мы верим, которую можно назвать отражением фундаментальной реальности, имеющим, по Бодрийяру, «сакраментальный характер»[2].
2. образ — злокачественное отображение реальности, недостоверная копия, которая «маскирует и искажает фундаментальную реальность»[2] и носит вредоносный характер. Здесь знаки и изображение могут намекать на существование некой неопределённой реальности, где знак сам по себе неспособен к инкапсуляции.
3. образ маскирует отсутствие фундаментальной реальности, здесь знак притворяется достоверной копией, тогда как это копия без оригинала. Символы и образы претендуют на репрезентацию чего-то реального, когда на самом деле никакой репрезентации нет, и случайные изображения лишь предполагаются теми вещами, к которым они никак не относятся. По Бодрийяру, образ здесь носит «характер чародейства»[2], где весь смысл искусственно заколдован и оказывается отсылкой к алхимической правде.
4. фаза чистой симуляции, где симулякр не имеет никакого отношения к какой-либо реальности, «являясь собственным симулякром в чистом виде»[2]. Здесь образ отражает лишь другие образы и претендует на свою реальность исключительно ради других подобных претензий. Это режим тотальной эквивалентности, где культурный продукт больше не стремится быть реальным в здравом понимании, потому что опыт потребителей настолько преимущественно искусственен, что даже претензия на реальность должна выражаться в искусственных, гиперреальных условиях.

Эра симуляции берет своё начало в уничтожении всякой соотнесённости, всех референтов и в последующем искусственном воскрешении их в системах знаков. Переход от знаков, которые маскируют что-либо, к знакам, за которыми ничего нет, означает решительный поворот. Первое ещё предполагает теологию истины и тайны (которой ещё принадлежит принцип идеологии). Второе ознаменовывает эру симулякров и симуляций, в которой больше нет ни Бога, чтобы распознать самое себя, ни какого-либо суждения, чтобы отделить правду от лжи, реальное от искусственно воскрешённого, потому как всё уже умерло и воскрешено заблаговременно. В касающейся нас непосредственно фазе эра симуляции проявляется в необузданном производстве реального и референтного, сопоставимого с необузданностью материального производства, а также «в виде стратегии реального, неореального и гиперреального, повсеместно дублируемой стратегией апотропии».
Одним из утраченных референтов в эру симуляции, по Бодрийяру, оказывается история. Она превращается в миф и именно поэтому она приходит на смену мифам в кино. Происходит фетишизация прошлого, сопоставимая с теорией фетиша Фрейда. Утрата референта оказывается травмой, подобной открытию ребёнком различия полов. История с триумфом входит в кинематограф после своей смерти, но не для воскрешения, а как проявление ностальгии по утраченной референции. Одновременно с этим само кино, стремясь к абсолютному совпадению с реальным, приближается к абсолютному совпадению с самим собой, к гиперреальности. «Кино заворожено самим собой как утраченным объектом».
Отталкиваясь от теории Маклюэна «средство есть сообщение» (англ. «medium is a message»), Бодрийяр делает вывод об имплозии смысла в СМИ при увеличении количества информации. Он выдвигает три гипотезы:
1. информация продуцирует смысл, но оказывается неспособной компенсировать потерю смысла во всех областях, так как его поглощение происходит быстрее, чем повторная инъекция.
2. информация не имеет ничего общего со смыслом, оказываясь операционной моделью другого порядка, не предполагающей никакого конечного смысла.
3. информация непосредственно разрушает или нейтрализует смысл, что связано с разубеждающим влиянием средств массовой информации.

Информация «пожирает» свой собственный контент, во-первых, потому, что вместо побуждения к коммуникации занимается её инсценировкой, вместо производства смысла — его инсценировкой. Во-вторых, потому, что инсценировкой коммуникации и смысла СМИ добиваются разложения всякого социального. И в данном случае формула Маклюэна означает, что «все контенты смысла поглощаются единственной доминирующей формой медиа». Как утверждает Бодрийяр, формула Маклюэна является ключевой в эре симуляции (медиа есть сообщение, отправитель есть адресат, замкнутость полюсов) и должна рассматриваться в предельном своём выражении: «после того как все контенты и сообщения испарятся в медиа, сами медиа исчезнут как таковые».

## Апотропия
Апотропия (др.-греч. (пред)отвращение, отпугивание) — термин, используемый в русскоязычных изданиях Жана Бодрийяра для перевода многозначного французского слова фр. dissuasion («разубеждение, разуверение, отговаривание» и одновременно «устрашение, отпугивание», а также «сдерживание, удержание, предотвращение»). Наиболее точное толкование: сдерживание путём разубеждения и (или) устрашения, причем угроза зачастую симулятивна.
В этом трактате Бодрийяр объясняет состояние апотропии на примере поведения людей в гипермаркете. Многие из камер видеонаблюдения — муляжи. Ведется ли наблюдение через настоящие камеры в данный момент также неясно. Но, тем не менее, одного лишь присутствия камер, а иногда и просто объявления о видеонаблюдении, достаточно для предотвращения несанкционированных действий покупателей. Это и есть состояние апотропии. На сходном ощущении постоянного контроля был основан проект идеальной тюрьмы-паноптикума. Апофеозом апотропии Бодрийяр называет ядерную угрозу, которую в дальнейшем сменяет угроза террористическая.

## Критика
Марк Постер в предисловии к своей антологии «Жан Бодрийяр. Избранные сочинения» формулирует некоторые основания для критики работ Бодрийяра. Во-первых, в большинстве случаев у него отсутствуют ясные определения многих им же введённых терминов. Во-вторых, он склонен к гиперболизации и декларативности, его утверждениям часто не хватает систематического анализа, подкреплённого доказательствами. В-третьих, он суммирует свои идеи, не разграничивая их тематически. Кроме того, отмечает Постер, нередко Бодрийяр фокусируется исключительно на определённых примерах (опытах или телеобразах), словно в обществе больше нет ничего социально значимого, и с этой ограниченной фактической базы он экстраполирует свой мрачный взгляд на мир. Он игнорирует противоречащие своей позиции свидетельства, например, закрывая глаза на преимущества новых медиа.
Жан Брикмон и Ален Сокал, анализируя ряд сочинений Бодрийяра, отмечают у него частое использование научных терминов независимо от их значения, нередко в не подходящем для этих терминов контексте. Таким образом создаётся видимость глубины рассуждений Бодрийяра о социологии и истории. Научная терминология, кроме того, легко смешивается с ненаучной, и авторы статьи задаются вопросом: что останется от мысли Бодрийяра, если удалить из неё «словесный глянец».
Кэтрин Хэйлс в своей статье «Границы безумия» (англ. The Borders of Madness) оспаривает вездесущность симулякров и их абсолютное слияние с реальностью. Она замечает, что метафора взрыва, имплозии, которую применяет Бодрийяр, подразумевает внезапные, моментальные и необратимые изменения в определённой области. Тогда как в современной культуре симулякры распространены неравномерно, преобладая в одной сфере и почти полностью отсутствуя в другой. Хэйлс также подчёркивает, что каждая существующая симуляция имеет свои границы, отделяющие её от окружающей среды, от реальности. Эти границы важны, так как они служат напоминанием о пределе, за которым мечты о технологической трансцендентности превращаются в опасные фантазии. Гиперреальность, по мнению Хэйлс, не в состоянии стереть эти разграничения, так как они существуют независимо от нашего знания о них, она уничтожает их следы только в нашем сознании. Тогда как гиперреальность в понимании Бодрийяра граничит с безумием, наиболее вероятный конец которого — апокалипсис.